# DBJ Green Building認証
DBJ Green Building認証（ディービージェー グリーン ビルディングにんしょう、グリーンビルディング認証、略称: GB認証）は、環境・社会への配慮がなされた不動産に関する認証制度である。

## 概要
不動産のサステナビリティをESGに基づく5つの視点から評価し、対象物件の環境性能に加えて、防災やコミュニティへの配慮等を含む様々な関係者への対応を含めた、総合的な評価に基づき認証を行う。
2011年4月に日本政策投資銀行（DBJ）により創設された。2014年2月より日本不動産研究所（JREI）との共同認証体制を構築し、2017年8月より認証はJREIが行い、制度全体の総括をDBJが行うこととなった。
「オフィスビル」（事務所）、「ロジスティクス」（物流施設）、「リテール」（商業施設）、「レジデンス」（住宅）の4種類において展開している。
JREIの分析によると、GB認証を取得したビルは賃料が6.9%高く、キャップレートが7.5bps低いとのことである。

## 認証事例
認証実績は、認証物件数1,799物件、認証事業者数501社に及ぶ（2023年3月末時点）。大手不動産会社の他、J-REITによる取得事例が多い。
- 関電不動産開発 - オプテージビル
- サンケイビル - ブリーゼタワー、東京サンケイビル、難波サンケイビル
- 住友不動産 - 住友不動産新宿グランドタワー、住友不動産大崎ガーデンタワー、住友不動産新宿ガーデンタワー、東京日本橋タワー、住友不動産麻布十番ビル[6]
- 東急不動産[7] - 渋谷ソラスタ
- 東京建物 - 大手町タワー
- 南海電気鉄道 - なんばスカイオ[8]
- 野村不動産 - 横浜野村ビル
- 阪神電気鉄道・阪急電鉄・阪急阪神不動産 - 大阪梅田ツインタワーズ・サウス[9]
- 福岡地所 - 天神ビジネスセンター[10]
- 三菱地所 - 大手町パークビルディング、大名古屋ビルヂング、丸の内パークビルディング
- ジャパンリアルエステイト投資法人 - 大手町フィナンシャルシティ ノースタワー
- 積水ハウス・リート投資法人 - 本町ガーデンシティ、本町南ガーデンシティ
- 日本ビルファンド投資法人 - 西新宿三井ビルディング
- 野村不動産マスターファンド投資法人 - 新宿野村ビルディング
- 阪急阪神リート投資法人 - 阪急電鉄本社ビル、阪急西宮ガーデンズ、HEPファイブ
- ヒューリックリート投資法人 - 御茶ノ水ソラシティ、ヒューリック虎ノ門ビル